# 2011년 대한민국의 영화
다음은 2011년에 대한민국의 영화에 관한 서술한다.

## 박스 오피스
2011년 대한민국 내에서 개봉한 영화를 대상으로 한 대한민국 박스오피스 순위이다.
| 순위 | 제목                               | 개봉일자  | 매출액 (원)    | 관객수 (명) | 비고 |
| ---- | ---------------------------------- | --------- | -------------- | ----------- | ---- |
| 1    | 《트랜스포머 3》                   | 6월 29일  | 74,840,681,500 | 7,784,743   |      |
| 2    | 《최종병기 활》                    | 8월 10일  | 55,827,861,500 | 7,470,633   |      |
| 3    | 《써니》                           | 5월 4일   | 54,035,565,100 | 7,362,657   |      |
| 4    | 《완득이》                         | 10월 20일 | 38,526,161,500 | 5,309,928   |      |
| 5    | 《쿵푸팬더 2》                     | 5월 26일  | 44,298,708,500 | 5,062,720   |      |
| 6    | 《미션 임파서블: 고스트 프로토콜》 | 12월 15일 | 37,765,048,000 | 4,975,161   |      |
| 7    | 《조선명탐정: 각시투구꽃의 비밀》  | 1월 27일  | 35,841,769,500 | 4,786,259   |      |
| 8    | 《도가니》                         | 9월 22일  | 35,566,854,800 | 4,662,822   |      |
| 9    | 《해리 포터와 죽음의 성물 2부》    | 7월 13일  | 34,507,600,000 | 4,400,270   |      |
| 10   | 《리얼스틸》                       | 10월 12일 | 26,566,677,000 | 3,579,666   |      |

## 이벤트 및 수상

### 1분기
- 제2회 올해의 영화상

### 2분기
- 제47회 백상예술대상
- 제12회 전주국제영화제

### 3분기
- 제15회 부천국제판타스틱영화제

### 4분기
- 제16회 부산국제영화제
- 제20회 부일영화상
- 제48회 대종상 영화제
- 제31회 한국영화평론가협회상
- 제32회 청룡영화상
- 제8회 제주영화제
- 제33회 황금촬영상
- 제11회 부산영화평론가협회상
- 제11회 올해의 여성영화인상
- 제13회 올해의 독립영화상
- 제11회 디렉터스 컷 시상식
- 송년호 발행 : 씨네21 영화상

## 같이 보기
- 2011년 영화
- 대한민국의 영화